# Adata (isla)
Adata (en macedonio: Адата) es una isla fluvial en el río Vardar, cerca del pueblo de Ǵavato, en la parte sureste de Macedonia del Norte. La isla tiene unos 420 m de largo y unos 130 m de ancho y se extiende en dirección noreste-suroeste. Su altitud máxima es de 3 m, por lo que gran parte de ella se inunda cuando el afluyente del Vardar crece. Está compuesta de arena fina de río y es mayormente desolada, con vegetación herbácea y arbustiva en la parte occidental.